# Euparatettix sikkimensis
Euparatettix sikkimensis är en insektsart som först beskrevs av Hancock, J.L. 1915.  Euparatettix sikkimensis ingår i släktet Euparatettix och familjen torngräshoppor. Inga underarter finns listade i Catalogue of Life.